# Сыхуэй
Сыхуэ́й (кит. упр. 四会, пиньинь Sìhuì) — городской уезд городского округа Чжаоцин провинции Гуандун (КНР).

## История
Уезд Сыхуэй (四会县) был создан ещё во времена империи Цинь в 214 году до н.э.
Во времена империи Мин в 1559 году из уезда Сыхуэй был выделен уезд Гуаннин.
После вхождения этих мест в состав КНР был образован Специальный район Сицзян (西江区专), и уезд вошёл в его состав. В 1952 году Специальный район Сицзян был расформирован, и уезд перешёл в состав Административного района Юэчжун (粤中行政区). В конце 1955 года было принято решение о расформировании Административных районов, и в 1956 году уезд вошёл в состав нового Специального района Гаояо (高要专区). В декабре 1959 года Специальный район Гаояо был переименован в Специальный район Цзянмэнь (江门专区). В 1961 году Специальный район Цзянмэнь был переименован в Специальный район Чжаоцин (肇庆专区). В 1970 году Специальный район Чжаоцин был переименован в Округ Чжаоцин (肇庆地区).
Постановлением Госсовета КНР от 7 января 1988 года округ Чжаоцин был преобразован в городской округ.
В ноябре 1993 года уезд Сыхуэй был преобразован в городской уезд.

## Административное деление
Городской уезд делится на 10 посёлков.